# Pedigri
Pedigri (termenul în engleză pedigree = genealogie) este un document care arată lista completă a strămoșilor paterni și materni ai unui animal, rezultată din registrele genealogice adecvate.
Inițial pedigriul a fost folosit pentru genealogia cailor de curse englezi, apoi a fost folosit de crescători pentru a indica genealogia altor animale domestice în scopul selecției artificiale. Odată cu răspândirea studiilor genetice, listarea descendenței a devenit obișnuită, iar termenul a devenit de uz comun.

## Descriere
Pedigriul indică ascendenții paterni și materni pentru mai multe generații ai unui reproducător. La fiecare ascendent (părinți, bunici, străbunici), în afară de numele și numărul matricol, se notează și calitățile economice specifice speciei și rasei, de exemplu producția de lapte anuală, greutatea corporală, înălțimea etc., realizate de animalul respectiv. 
Pedigriul oferă posibilitatea de a se cunoaște gradul de înrudire a diferiților indivizi, precum și valoarea genetică a reproducătorilor.